# Vezică seminală
Vezicile seminale (latină: glandulae vesiculosae), glande veziculoase sau glande seminale, sunt o pereche de glande tubulare simple, situate posterioroinferior față de  vezica urinară, la unii bărbați. Vezicile seminale sunt localizate în pelvis. Ele secretă un lichid ce intră în compoziția spermei.

## Anatomie
Fiecare vezică seminală se desfășoară aproximativ 5 cm, iar desfășurată se întinde pe 10 cm.. Fiecare canal excretor al fiecărei vezici se deschide în canalul deferent omolog, înainte de intrarea acestuia în prostată.

## Vezi și
- Testicul
- Epididim
- Canal deferent
- Prostată
- Canal ejaculator
- Glande bulburetrale Copwer
- Penis